# Паулетте Морено
Паулетте Морено (нар. 12 березня 1969) — колишня гонконгська тенісистка.
Найвищу одиночну позицію світового рейтингу — 231 місце досягла 15 лютого 1988, парну — 178 місце — 15 лютого 1988 року.
Найвищим досягненням на турнірах Великого шолома було 2 коло в одиночному та змішаному парному розрядах.

## Фінали ITF

### Парний розряд: 11 (6–5)
| Результат | Ранг | Дата              | Турнір                           | Покриття | Партнерка            | Суперниці                          | Рахунок       |
| --------- | ---- | ----------------- | -------------------------------- | -------- | -------------------- | ---------------------------------- | ------------- |
| Перемога  | 1.   | 25 серпня 1986    | Вельс (місто), Австрія           | Ґрунт    | Карін Оберляйтнер    | Беттіна Діснер Барбара Паулюс      | 7–5, 7–6(7–4) |
| Перемога  | 2.   | 21 вересня 1987   | Лорка, Іспанія                   | Ґрунт    | Амі Єнссон Роголт    | Марія Екстранд Моніка Лундквіст    | 7–6, 6–7, 7–5 |
| Поразка   | 3.   | 26 жовтня 1987    | Чешир, Велика Британія           | Килим    | Марія Страндлунд     | Євгенія Манюкова Наталія Медведєва | 2–6, 6–7      |
| Перемога  | 4.   | 16 листопада 1987 | Кройдон (місто), Велика Британія | Килим    | Вікторія Мильвидська | Євгенія Манюкова Наталія Медведєва | 6–4, 6–1      |
| Поразка   | 5.   | 24 жовтня 1988    | Ібаракі (Осака), Японія          | Тверде   | Кідовакі Мая         | Кіміко Дате Хосокі Юко             | 4–6, 6–4, 7–9 |
| Перемога  | 6.   | 5 березня 1989    | Канберра, Австралія              | Тверде   | Окада Сіхо           | Кейт Макдоналд Ренне Стаббс        | 6–4, 6–2      |
| Поразка   | 7.   | 18 вересня 1989   | Бангкок, Таїланд                 | Тверде   | Карін Пташек         | Валда Лейк Клодін Толеафоа         | 6–7, 6–1, 5–7 |
| Перемога  | 8.   | 27 листопада 1989 | Мельбурн, Австралія              | Тверде   | Деніелл Джонс        | Еллісон Купер Джастін Годдер       | 6–2, 6–2      |
| Поразка   | 9.   | 20 серпня 1990    | Чіангмай, Таїланд                | Тверде   | Ораван Тхампенстрі   | Есмір Гогендорн Клер Вегінк        | 3–6, 6–1, 1–6 |
| Перемога  | 10.  | 7 жовтня 1991     | Мацуяма, Японія                  | Тверде   | Дженні Бірн          | Дженніфер Сарет Ї Цзін-Цянь        | 1–6, 6–4, 6–4 |
| Поразка   | 11.  | 14 жовтня 1991    | Кіото, Японія                    | Тверде   | Даяна Ґарднер        | Лі Фан Тан Мінь                    | 4–6, 5–7      |